# Aulacophora analis
Aulacophora analis  (лат.) — вид жуков-листоедов рода Aulacophora из подсемейства козявок (Galerucinae).

## Распространение
Индонезия, Малайзия (Сабах), Филиппины, Тайвань (только на острове Lanyu Island). Один из 10 видов рода, обнаруженных на Тайване.

## Описание
Мелкие ярко-окрашенные жуки, надкрылья жёлтые с чёрными пятнами. Самцы: длина 5.5-7.0 мм, ширина 2.7-3.7 мм. Самки: длина 7.8-8.2 мм, ширина 4.0-4.5 мм). Тело овально-вытянутое, места прикрепления усиков разделены, пронотум с поперечным вдавлением (бороздкой), эпиплеврон элитр усечён (резко суживается к вершине) за средней линией надкрылий, передние тазиковые впадины сзади открытые, абдоминальный 5-й вентрит трёхлопастный, голени вооружены апикальными шпорами, коготки лапок раздвоенные.
Питаются двудольными растениями: Cucurbitaceae: Trichosanthes quinquangulata.
Вид был впервые описан в 1801 году немецким энтомологом Фридрихом Вебером (Friedrich Weber, 1781—1823), а его валидность была подтверждена в ходе ревизии рода тайваньским энтомологом Хи-Фенг Ли (Chi-Feng Lee; Taiwan Applied Zoology Division, Taiwan Agricultural Research Institute, Taichung, Тайвань) и голландским колеоптерологом Роном Биненом (Ron Beenen; Martinus Nijhoffhove, Nieuwegein, Нидерланды).